# Valderrama (Antique)
Valderrama, oficialmente Municipio de Valderrama, (en lengua Kinaray-a: Banwa kang Valderrama; en hiligainón: Banwa sang Valderrama; en filipino: Bayan ng Valderrama) es un municipio de cuarta clase en la provincia de Antique en la isla de Panay dentro de la región de las Bisayas Occidentales en Filipinas. Según el censo de 2015, tiene una población de 19.124 personas.

## Etimología
El nombre del municipio se deba al gobernador general español Manuel Blanco Valderrama que gobernó Filipinas en 1874.

## Geografía
Valderrama se encuentra a 11° 00'N - 122° 08'E. Se encuentra a 53 kilómetros de la capital provincial, San José.
De acuerdo con la Oficina de Estadísticas de Filipinas, el municipio tiene un área de tierra de 273.79 kilómetros cuadrados que constituye el 10,03% del área total de los 2.729,17 kilómetros cuadrados de Antique. 

### Barangays
Valderrama está dividida administrativamente en 22 distritos (barangays).
| Barangay     | Población (2015) |
| ------------ | ---------------- |
| Alon         | 222              |
| Bakiang      | 588              |
| Binanogan    | 673              |
| Borocboroc   | 820              |
| Bugnay       | 953              |
| Buluangan I  | 1800             |
| Buluangan II | 479              |
| Bunsod       | 772              |
| Busog        | 259              |
| Cananghan    | 274              |
| Canipayan    | 587              |
| Cansilayan   | 269              |
| Culyat       | 162              |
| Iglinab      | 925              |
| Igmasandig   | 273              |
| Lublub       | 991              |
| Manlacbo     | 1092             |
| Pandanan     | 1993             |
| San Agustín  | 1232             |
| Takas        | 1878             |
| Tigmamale    | 871              |
| Ubos         | 2,011            |

### Evolución de la población
| Gráfica de evolución demográfica de Valderrama entre 1903 y 2015 |
|                                                                  |

## Gobierno local
El actual alcalde, Jocelyn L. Posadas, fue elegido en 2016, prestando juramento el 21 de junio de 2016, después de ganar las elecciones el 9 de mayo de 2016.

## Comunicaciones
Los aeropuertos más cercanos son los de Caticlan y el Aeropuerto Internacional de Kalibo. Entre ambos reciben al 90% de los turistas que llegan cada año a la isla de Boracay, la zona turística más importante de la zona.